# Трой Лоуні
Трой Лоуні (англ. Troy Loney, нар. 21 вересня 1963, Боу Айленд) — колишній канадський хокеїст, що грав на позиції крайнього нападника.
Володар Кубка Стенлі. Провів понад 600 матчів у Національній хокейній лізі. 

## Ігрова кар'єра
Хокейну кар'єру розпочав 1980 року в ЗХЛ.
1982 року був обраний на драфті НХЛ під 52-м загальним номером командою «Піттсбург Пінгвінс». 
Протягом професійної клубної ігрової кар'єри, що тривала 13 років, захищав кольори команд «Піттсбург Пінгвінс», «Майті Дакс оф Анагайм», «Нью-Йорк Рейнджерс», «Нью-Йорк Айлендерс», «Балтимор Скіпджекс» та «Маскігон Ламберджекс».
Загалом провів 691 матч у НХЛ, включаючи 67 ігор плей-оф Кубка Стенлі.

## Нагороди та досягнення
Володар Кубка Стенлі в складі «Піттсбург Пінгвінс» — 1991 та 1992.

## Статистика
| Сезон        | Клуб                    | Ліга         | Регулярний сезон | Регулярний сезон | Регулярний сезон | Регулярний сезон | Регулярний сезон | Плей-оф | Плей-оф | Плей-оф | Плей-оф | Плей-оф |
| Сезон        | Клуб                    | Ліга         | І                | Г                | П                | О                | ШХ               | І       | Г       | П       | О       | ШХ      |
| ------------ | ----------------------- | ------------ | ---------------- | ---------------- | ---------------- | ---------------- | ---------------- | ------- | ------- | ------- | ------- | ------- |
| 1980–81      | «Летбридж Бронкос»      | ЗХЛ          | 71               | 18               | 13               | 31               | 100              | 9       | 2       | 3       | 5       | 14      |
| 1981–82      | «Летбридж Бронкос»      | ЗХЛ          | 71               | 26               | 31               | 57               | 152              | 12      | 3       | 3       | 6       | 10      |
| 1982–83      | «Летбридж Бронкос»      | ЗХЛ          | 72               | 33               | 34               | 67               | 156              | 20      | 10      | 7       | 17      | 43      |
| 1983–84      | «Балтимор Скіпджекс»    | АХЛ          | 63               | 18               | 13               | 31               | 147              | 10      | 0       | 2       | 2       | 19      |
| 1983–84      | «Піттсбург Пінгвінс»    | НХЛ          | 13               | 0                | 0                | 0                | 9                | —       | —       | —       | —       | —       |
| 1984–85      | «Балтимор Скіпджекс»    | АХЛ          | 15               | 4                | 2                | 6                | 25               | —       | —       | —       | —       | —       |
| 1984–85      | «Піттсбург Пінгвінс»    | НХЛ          | 46               | 10               | 8                | 18               | 59               | —       | —       | —       | —       | —       |
| 1985–86      | «Балтимор Скіпджекс»    | АХЛ          | 33               | 12               | 11               | 23               | 84               | —       | —       | —       | —       | —       |
| 1985–86      | «Піттсбург Пінгвінс»    | НХЛ          | 47               | 3                | 9                | 12               | 95               | —       | —       | —       | —       | —       |
| 1986–87      | «Балтимор Скіпджекс»    | АХЛ          | 40               | 13               | 14               | 27               | 134              | —       | —       | —       | —       | —       |
| 1986–87      | «Піттсбург Пінгвінс»    | НХЛ          | 23               | 8                | 7                | 15               | 22               | —       | —       | —       | —       | —       |
| 1987–88      | «Піттсбург Пінгвінс»    | НХЛ          | 65               | 5                | 13               | 18               | 151              | —       | —       | —       | —       | —       |
| 1988–89      | «Піттсбург Пінгвінс»    | НХЛ          | 69               | 10               | 6                | 16               | 165              | 11      | 1       | 3       | 4       | 24      |
| 1989–90      | «Піттсбург Пінгвінс»    | НХЛ          | 67               | 11               | 16               | 27               | 168              | —       | —       | —       | —       | —       |
| 1990–91      | «Піттсбург Пінгвінс»    | НХЛ          | 44               | 7                | 9                | 16               | 85               | 24      | 2       | 2       | 4       | 41      |
| 1990–91      | «Маскігон Ламберджекс»  | ІХЛ          | 2                | 0                | 0                | 0                | 5                | —       | —       | —       | —       | —       |
| 1991–92      | «Піттсбург Пінгвінс»    | НХЛ          | 76               | 10               | 16               | 26               | 127              | 21      | 4       | 5       | 9       | 32      |
| 1992–93      | «Піттсбург Пінгвінс»    | НХЛ          | 82               | 5                | 16               | 21               | 99               | 10      | 1       | 4       | 5       | 0       |
| 1993–94      | «Майті Дакс оф Анагайм» | НХЛ          | 62               | 13               | 6                | 19               | 88               | —       | —       | —       | —       | —       |
| 1994–95      | «Нью-Йорк Рейнджерс»    | НХЛ          | 4                | 0                | 0                | 0                | 0                | 1       | 0       | 0       | 0       | 0       |
| 1994–95      | «Нью-Йорк Айлендерс»    | НХЛ          | 26               | 5                | 4                | 9                | 23               | —       | —       | —       | —       | —       |
| Усього в НХЛ | Усього в НХЛ            | Усього в НХЛ | 624              | 87               | 110              | 197              | 1091             | 67      | 8       | 14      | 22      | 97      |